# Eupithecia dentosa
Eupithecia dentosa es una especie de polilla de la familia Geometridae. La especie fue descrita por primera vez por William Warren habiendo sido descrita en 1900, con distribución en los alrededores de la hacienda Paramba, entre las Provincia de Carchi e Imbabura, Ecuador. Tiene gran parecido a la Eupithecia conduplicata mexicana pero no tan gris.

## Descripción
Es una polilla pequeña, con una envergadura de 22 milímetros (0,9 plg). Las alas anteriores son de color verdoso oscuro opaco, cubiertas con una densa infusión de color gris hierro y atravesadas por numerosas líneas transversales negruzcas fuertemente dentadas y finamente bordeadas de escamas más pálidas. Cuenta con una banda submarginal negruzca entre las líneas exterior y submarginal, interrumpida arriba por un espacio oblicuo más pálido desde el ápice.: Notas 1  Tiene una pequeña mancha pálida en el margen del ángulo anal y la línea marginal es negra y gruesa, interrumpida por manchas pálidas en los extremos de las venas. Tiene una franja verdosa pálida a cuadros con gris oscuro. Las alas traseras son muy similares, pero la mitad marginal interior del ala es más pálida.
El envés de las alas es más pálido, más amarillento, con todas las marcas negruzcas y distintas. La cabeza, tórax y abdomen son de color verde amarillento, moteado de puntos negruzcos. Los palpos son largos y rectos, con la articulación terminal corta.